# Греми
Греми (на грузински: გრემი) е град-крепост от 16 век на брега на река Инцоба в Грузия, стара столица на Кахетинското царство. Разположен е в Алазанската долина, а замъкът се издига над нея, изграден на висок хълм. Днес това е един от важните късносредновековни архитектурно-исторически комплекси на Грузия. През 2007 г. е предложен за включване в Списъка на световно културно и природно наследство на ЮНЕСКО.

## География
Греми се намира между съвременните градове Телави и Кварели, на изток от едноименното село, на 175 km от столицата Тбилиси. Разположен е в подножието на хълма Самеба, в Алазанската долина, при вливането на малката рекичка Болия в р. Инцоба, ляв приток на Алазани. Предполага се, че територията е населена още през късната бронзова епоха.

## История
През 15 век Кахетия се освобождава от монголско робство, икономическото ѝ състояние се подобрява и в областта даже е възстановено старото Кахетинско царство. Греми е основан от кахетинския цар Георги VIII, последният владетел на обединена Грузия. Архитектурният ансамбъл на царската крепост е построен по заповед на цар Леван Кахетински, а градът е обявен за столица.
Греми е изграден на левия бряг на река Инцоба, а сложният релеф е използван много рационално. По отношение на сливането му с пейзажа, е един от най-добрите примери в страната, заедно с манастира Джвари край Мцхета. През цялото време на своето управление Леван Кахетински се старае да поддържа мирни отношения със съседите си. Благодарение на тази политика градът процъфтява и става най-богатото селище в региона. Установяват се търговски връзки с Русия и много страни от Азия. Пътищата, водещи на изток, са настлани с каменни и тухлени плочи, а на края на всеки еднодневен преход са изградени кервансараи. Историята свидетелства, че през Греми минава един от клоновете на Пътя на коприната, което способства неговото бързо развитие.
През 15 – 16 век Греми е не само политико-административен и икономически център. В него е развита силно и просветната дейност. Сред населението и до наши дни се носи преданието, че в града е съществувала академия, подобна на тази в Гелатския манастир. Тук, по заповед на царица Ана, съпругата на Александър I, е написана хрониката за историята на Кахетия, която не е съхранена. В града цар Давид I превежда от персийски поемата „Калила и Димна“, пак тук цар Теймураз I поставя началото на поетическото си творчество, пишейки за красотата на Греми.
Градът обаче, просъществува само 150 години. Персийският шах Абас I Велики няколко пъти напада Кахетия, но нашествието от 1616 година е особено тежко и съсипващо за страната. По пътя си той унищожава всичко, каквото успее, и взима в плен над 100 000 души. Греми е превърнат в руини, а ударът по него е толкова силен, че градът не успява да се възстанови.
На мястото на Греми възниква малко селище, много често нападано от лезгинците, което е напълно унищожено по време на управлението на Теймураз I, цар на Кахетия и Картли. В средата на 17 век Греми все още се приема като столица на Кахетинското царство, но постепенно животът там заглъхва и за столица отново е приет Телави.

## Архитектура
Бившият град Греми има голямо архитектурно и историческо значение, не само като столица на Кахетинското царство, но и като образец на градското строителство в Грузия по онова време. Никъде другаде в страната не са се съхранили толкова много подземни и надземни елементи на инфраструктурата и строителството. Не всички райони на града са разкрити и изучени и археологическите разкопки продължават. През 1999 г. е възстановен мъжкият манастир, а през 2011 започва провеждането на мащабни реставрационни работи.
Зад крепостните стени е изграден единен архитектурен ансамбъл, създаден главно при управлението на Леван Кахетински. Владетелят отделя особено внимание на реставрацията, строителството и изписването на храмовете, което има огромно политическо значение в условията на съседство с мюсюлманските държави Иран и Турция.
Богатата столица заема площ от около 40 – 50 ха и е обкръжена от крепостни стени. Населена е с около 100 000 жители. На западния склон е построен параклиса „Св. Георги“ с кула. По-нагоре, в планината Самеба е изграден кръглата в план църква „Св. Троица“.
Археологическите разкопки доказват, че градът е разделен на 4 части. Централният комплекс на Греми се състои от църквата „Свети Архангел Михаил и Гавраил“, прилежащите към нея територии и жилищната резиденция на царя.
На североизток от цитаделата, в подножието на хълма, между реките Болия и Инцоба е развит Кварталът на знатните. Първоначално там се заселват обикновени градски жители, а по-късно районът започва да се застроява с дворци – първо на Леван, след това на Александър II и Теймураз I. В квартала са изградени жилищата и парадните домове на приближените на царя и обществената върхушка, бани, фонтани, павилиони за развлечения и царската градина.
На територията на третата, югозападната част, отделен от аристократичния квартал със скалист хребет, се разполага основният, най-гъсто населен търговско-занаятчийски район.
Четвъртата част представлява крепост, разположена на хребета Самеба. По аналогия на древната крепост Нарикала в Тбилиси, тази е наричана Гремска Нарикала. В нея са разположени църквата „Света Троица“, палати, стопански постройки и съоръжения на отбранителната система.
Това, което е останало до днес от комплекса е църквата „Архангел Михаил и Гавраил“, камбанарията край нея, сградата на двореца и избата за съхранение на вино (марани). От там по таен път може да се достигне до река Инцоба.

### Църквата „Архангел Михаил и Гавраил“
За цялото време на съществуването си храмът е център на християнството в Кахетия. Постоянно се провеждат служби, а хората пристигат от цялата страна и църквата има голяма посещаемост. Независимо от голямата ѝ историческа стойност, тя продължава да е действащ храм и в наше време.
Архитектурата на църквата на национално ниво може да бъде сравнена с манастирския комплекс в Шуамта, близо до Телави. Тези два паметника представят една и съща традиция по отношение на архитектурните си форми, пропорции и характеристиките на дизайна.
Църквата „Архангел Михаил и Гавраил“ се намира на върха на хълма и се вижда отдалеко. Построена е през 1565 г. по заповед на Леван, на мястото на по-стар храм. Смята се, че е първата църква, изградена в града. Строена е по каноните на средновековната грузинска архитектура, но в същото време се забелязва и влиянието на архитектурата на съседните Персия и Иран. Стилът е строг, без никакви излишества. В храма е погребан цар Леван Кахетински, чийто гроб е маркиран с фреска с неговото изображение.
Една от особеностите на църквата е, че е строена не с камък, както болшинството подобни постройки, а с т.нар. грузинска тухла. Не е ясно защо е избран точно този строителен материал, но се предполага, че тъй като градът е богат, е използвана скъпата тухла, вместо евтиния, по онова време, камък.
Църквата е кръстокуполна с размери 16х12 m и височина 27 m. Особените пропорции на отделните обеми допълват и развиват традиционната структура на грузинските църкви от този вид. Основният неф е много висок и тесен. Куполът се поддържа от две свободно стоящи цилиндрични колони и удължената апсида. Храмът има три входа, основният от които е на западната страна. Двата, които са на северната и южната, са по-малки.
Фасадата е образец на прилагането на тухлената декоративна система, характерна за края на феодалната епоха в Грузия. На източната фасада е изпълнена сложна система от слепи арки и два кръста, разположени един под друг. Първият, както и на другите фасади, е вдълбан в стената, а вторият, по-издължен и елегантен, е релефен. Централната фасада е украсена с аркатурни пояси и лъжливи арки с вписани в тях големи кръстове. Аналогични арки са изработени и по страничните фасади, поместени в правоъгълни ниши. Църквата става прототип за изграждането на цяла група други църковни сгради в Грузия.
Стенописите са съхранени относително добре. Те са в пряка връзка с пост-византийската гръцка живописна традиция. Характерна тяхна черта е разнообразието на темите. Целите стени са покрити с фрески като с килим. Желанието да се вместят колкото може повече сюжети води до намаляване на размерите на самите изображения и на отделните сцени. Композициите представят портрети в цял ръст, до колене, до кръста, бюстове. Надписите покрай фигурите са на гръцки и грузински, изписани с древното писмо асомтаврули. По стените могат да се видят портрети на царете на Кахетия, фрески с изображения на Христос и светците, както и стенопис на светите Константин и Елена в цял ръст. Добре е съхранена и фреската с отричането на апостол Петър.

### Камбанария
Недалеко от църквата се издига нейната камбанария. Запазена е прекрасно, въпреки че всички фрески в нея са изпълнени в наши дни от грузинския художник Леван Чогошвили. Той изписва стените в рамките на проекта за възстановяване на онова, което е останало от града. За няколко години са реставрирани не само църквата и камбанарията, а и царската резиденция, крепостната стена и избата за вино.
В камбанарията на църквата също е организирана неголяма експозиция. Най-сериозен интерес измежду експонатите предизвиква едно оръдие от 16 век, намерено при разкопките на града.

### Царски дворец
Най-стар е разположеният на висок хълм, извисяващ се над града Царски квартал, естествен архитектурен център на селището. Там се намира царската резиденция и всички помощни постройки към нея. Тя представлява триетажен, четириъгълен дворец-кула. По-късно към нея е направена надстройка с 6-стенна камбанария с открита аркада. Към комплекса спадат още запазени стопански постройки, изба за вино и преси за грозде.
Царският дворец също е реставриран. От двореца на Леван до днес са съхранени резервоарът за вода и издигнато място, където най-вероятно е сядал царят. Най-интересна е неговата гардеробна. На първия етаж от реставрираната царска резиденция е разкрит исторически музей, който разказва за живота и дейността на кахетинските владетели, управлявали от Греми. Събрани са предмети от епохата на Леван Кахетински (1504 – 1574), Александър II (1527 – 1605), Давид I (1569 – 1602) и Константин I (1567 – 1605).
В двореца, който по своите очертания напомня замък, съществува стар подземен таен проход, изпълняващ две съвсем различни функции. По него, по време на цар Леван, е прокаран водопровод от реката, по който става снабдяването с вода. Изработен е с керамични тръби, минава по Лопотския пролом и докараната вода е достатъчна не само за пиене и домакински нужди, а и за работата на банята, фонтаните и за поливане на градините. Второто му предназначение е по него да се придвижва войска или доверени пратеници с тайни поръчения.

### Крепостни стени и кули
Цялата територия на града е оградена с високи каменни стени, с кули и бойници. Тъй като градът е разположен в планинска местност, височината на тези стени в различните си части не е еднаква и следва линията на релефа. Правилно избраното местоположение на града също спомага за по-лесната му отбрана.

### Музей за историята на града
На територията на комплекса е построен още един, съвременен музей, който е посветен на историята на града, от неговото създаване до самия му край. На територията на бившия град се откриват домакински съдове, мечове, древни монети и други. В музея е изложена част от тях – предмети на бита и оръжия от времето, когато градът е бил богат и проспериращ. Прожектира се и филм, сниман на територията на историческия Греми, който разказва много подробно за величието и важността на този град в далечното минало.

### Територията на града
На територията на Греми се намират развалините на най-малко 15 неголеми църкви, на стените на някои от които, се различават арменски, грузински и арабски надписи и орнаменти. Все още могат да се разпознаят останките от кервансарай, баня, търговски пасажи, склад за вино, жилища, отбранителни съоръжения, резервоар за вода, водопровод.
Търговските пасажи представляват комплекс от четириъгълни постройки – магазини и занаятчийски работилници. Някои имат малки тераси с изглед към вътрешния двор, други имат изби. Кервансараят се намира в източната част на квартала и е място за отдих за пътешествениците, пътниците и търговците, пътуващи по Пътя на коприната. Състои се от дълга галерия, от двете страни на която са разположени стаите. В края на района се намира банята. След нея, в персийски стил, са построени още търговски пасажи и още един кервансарай.
В центъра на квартала се намира оградено място с изградена от камък и тухли църква. Над входа ѝ е запазен надпис на грузински, арменски и персийски език, според който църквата е построена през 1623 г. от Матарси, секретар на кахетинския цар Арександър II. Недалеко от нея е разкопан древен езически храм, посветен на Слънцето. За него обаче няма никаква информация.
Около развалините на града се намират три древни гробища – грузинско, арменско и еврейско, както и развалини на укрепление.
В наше време са реставрирани не само древните сгради на Греми, но са направени и удобни подходи към комплекса. По целия периметър на древния град са поставени информационни табла, които дават възможност да се научи повече за всяка сграда и служат като пътеводител.